# Luka pod Medníkem
Luka pod Medníkem jsou část města Jílové u Prahy v okrese Praha-západ ve Středočeském kraji. Nachází se přibližně 4 km jihozápadně od Jílového nedaleko břehu řeky Sázavy.

## Název
Název vesnice Luka v pomnožném tvaru vznikl z obecného jména louka. V historických pramenech se jméno objevuje ve tvarech: Wysen (1357), Luka (1394), Luky (1408), Lúky (1419), Luky (1436), Louky (1499), Lauky (1558, 1560), Luka (1654), Luk (1788), Lúky (1854) a Luka (1886).

## Historie
První písemná zmínka o vesnici pochází z roku 1357.
Roku 1950 se z obce Jílové u Prahy oddělila nová obec Luka pod Medníkem (s osadami Luka pod Medníkem, Podloučí a Dolní Studené), v obci Jílové u Prahy zůstaly části a osady Jílové u Prahy, Kabáty, Radlík, Horní Studené a Žampach; Dolní Studené a Horní Studené vznikly rozdělením dosavadní osady Studené. Od té doby byla Luka pod Medníkem opět připojena k Jílovému, ale místní část Studené i nadále je rozdělena do dvou katastrálních území.

## Přírodní poměry
Do západní části katastrálního území zasahuje přírodní památka Třeštibok.

## Doprava
Lukami prochází železniční trať z Prahy do Čerčan. Železniční stanice v byla v padesátých letech ztrojkolejněna a byla zde ní vybudována nákladní lanová dráha, kterou se dopravoval materiál na stavbu slapské přehrady v letech 1954 až 1955. V roce 1997 byly ze stanice odstraněny dvě koleje a zůstala jediná průjezdová, také status byl změněn zpět na zastávku.